# Steen van Stora Hammar

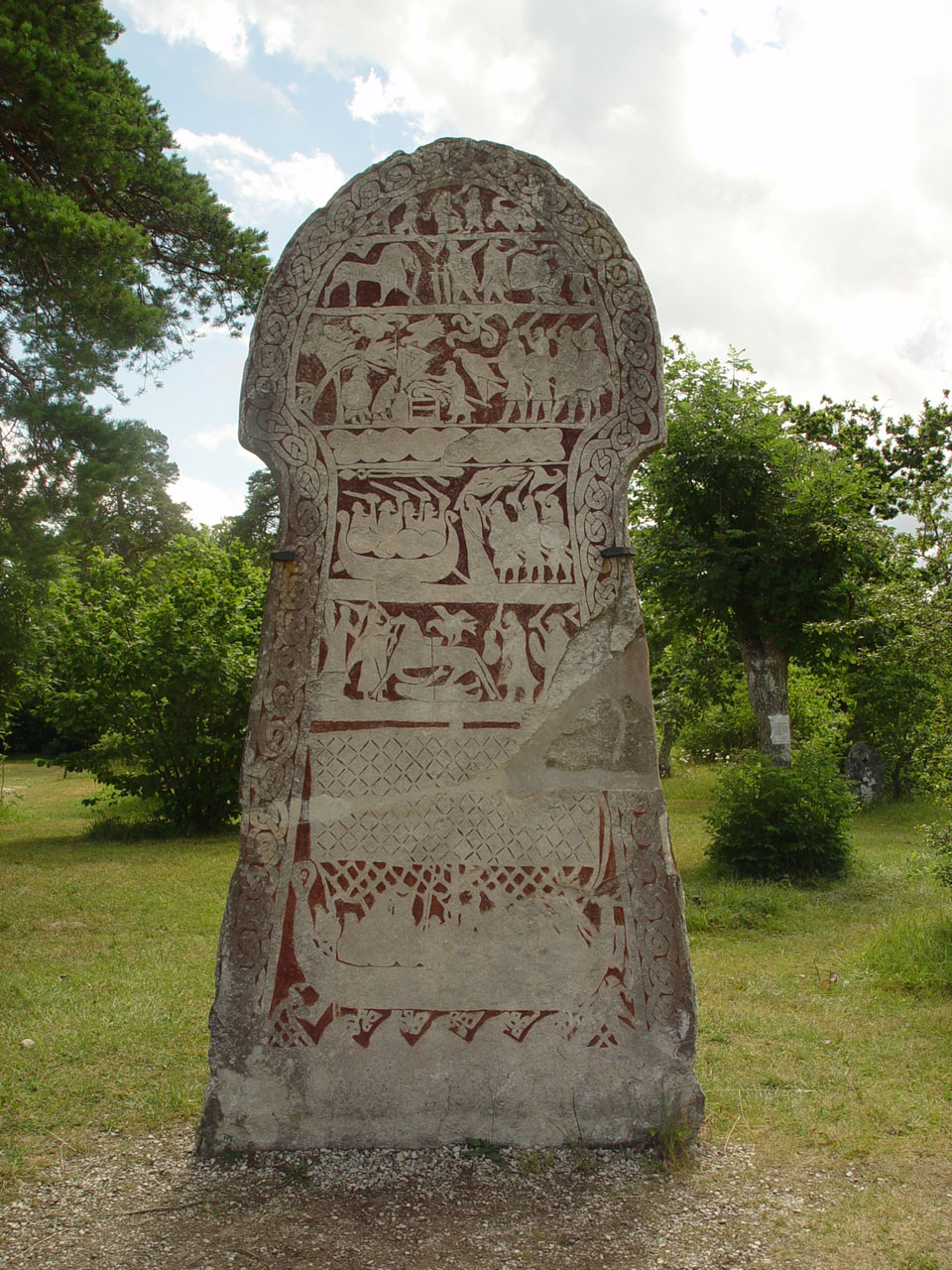
De Steen van Stora Hammar

De Steen van Stora Hammar is een steen gedecoreerd met afbeeldingen die uit de Vikingtijd stamt (ca. 7e eeuw). Hij staat in het Lärbro district op het eiland Gotland, Zweden
Op de steen staan meerdere afbeeldingen van zowel mythologische en religieuze aard alsook krijgshaftige handelingen. Ook wordt er waarschijnlijk een offerpleging, mogelijk de bloedarend, afgebeeld met een valknut (een mythologisch symbool dat een relatie met de god Odin veronderstelt) boven het altaar. Daarnaast zijn er Vikingschepen met krijgers afgebeeld.